# Säsong 6 av RuPauls dragrace
Säsong 6 av RuPauls dragrace är den sjätte säsongen av den amerikanska dokusåpan RuPauls dragrace, ledd av RuPaul. Säsong sex hade premiär 24 februari 2014. Liksom den femte säsongen började det med 14 tävlingsdeltagare som ska kämpa om titeln "America's Next Drag Superstar". För första gången i programseriens historia delades premiären upp i två avsnitt; de fjorton dragdrottningarna delades in i två grupper i vilka de tävlade mot varandra innan de alla slogs samman till en grupp i det tredje avsnittet.
Santino Rice och Michelle Visage sitter återigen med som jurymedlemmar. Två nya depåmän, Miles Moody och Simon Sherry-Wood, har också introducerats och ansluter sig till de tidigare depåmännen Jason Carter och Shawn Morales. Vinnaren av denna säsongen kammar hem ett prispaket som innehåller bland annat en mängd smink från Colorevolution Cosmetics och en prispeng på 100 000 amerikanska dollar. Signaturmelodin under catwalken i avsnitten är "Sissy That Walk" från albumet Born Naked.

## Tävlingsdeltagare
Drugorna som tävlar om att bli "America's Next Drag Superstar" i säsong sex av RuPauls dragrace är:
(ålder och namn angivna gäller tiden då tävlingen äger rum)
| Tävlande          | Namn               | Ålder | Hemstad                     | 1     | 2     | 3     | 4     | 5     | 6     | 7     | 8     | 9     | 10    | 11    | 12    | 14       |
| ----------------- | ------------------ | ----- | --------------------------- | ----- | ----- | ----- | ----- | ----- | ----- | ----- | ----- | ----- | ----- | ----- | ----- | -------- |
| Bianca Del Rio    | Roy Haylock        | 37    | New York, New York          | Z     | VINST | HÖG   | SÄKER | HÖG   | HÖG   | HÖG   | VINST | SÄKER | VINST | SÄKER | SÄKER | VINST    |
| Adore Delano      | Danny Noriega      | 23    | Azusa, Kalifornien          | LÅG   | Z     | LÅG   | HÖG   | HÖG   | VINST | VINST | SÄKER | BOTN  | BOTN  | VINST | SÄKER | FINALIST |
| Courtney Act      | Shane Jenek        | 31    | West Hollywood, Kalifornien | Z     | SÄKER | HÖG   | VINST | SÄKER | SÄKER | LÅG   | SÄKER | VINST | SÄKER | LÅG   | SÄKER | FINALIST |
| Darienne Lake     | Greg Meyer         | 41    | Rochester, New York         | Z     | BOTN  | VINST | LÅG   | SÄKER | LÅG   | BOTN  | HÖG   | SÄKER | LÅG   | BOTN  | UT    |          |
| BenDeLaCreme      | Ben                | 31    | Seattle, Washington         | VINST | Z     | SÄKER | HÖG   | VINST | SÄKER | BOTN  | LÅG   | HÖG   | HÖG   | UT    |       |          |
| Joslyn Fox        | Patrick Joslyn     | 26    | Worcester, Massachusetts    | Z     | LÅG   | HÖG   | SÄKER | SÄKER | HÖG   | LÅG   | BOTN  | LÅG   | UT    |       |       |          |
| Trinity K. Bonet  | Joshua Jones       | 22    | Atlanta, Georgia            | Z     | HÖG   | HÖG   | BOTN  | SÄKER | BOTN  | HÖG   | HÖG   | UT    |       |       |       |          |
| Laganja Estranja  | Jay Jackson        | 24    | Van Nuys, Kalifornien       | SÄKER | Z     | SÄKER | SÄKER | BOTN  | SÄKER | VINST | UT    |       |       |       |       |          |
| Milk              | Dan Donigan        | 25    | New York, New York          | Z     | HÖG   | HÖG   | SÄKER | LÅG   | UT    |       |       |       |       |       |       |          |
| Gia Gunn          | Gia Ichikawa       | 23    | Chicago, Illinois           | SÄKER | Z     | SÄKER | SÄKER | UT    |       |       |       |       |       |       |       |          |
| April Carrión     | Jason Carrión      | 23    | Guaynabo, Puerto Rico       | HÖG   | Z     | BOTN  | UT    |       |       |       |       |       |       |       |       |          |
| Vivacious         | Osmond             | 40    | New York, New York          | BOTN  | Z     | UT    |       |       |       |       |       |       |       |       |       |          |
| Magnolia Crawford | Reynolds Engelhart | 28    | Seattle, Washington         | Z     | UT    |       |       |       |       |       |       |       |       |       |       |          |
| Kelly Mantle      | Kelly Mantle       | 37    | Los Angeles, Kalifornien    | UT    |       |       |       |       |       |       |       |       |       |       |       |          |

     Deltagaren vann RuPauls dragrace.
     Deltagaren nådde finalen.
     Deltagaren vann en utmaning.
      Deltagaren var en av de bästa men van inte utmaningen.
     Deltagaren var en av de sämsta men var inte bland de två sista.
     Deltagaren var en av de två sista.
     Deltagaren åkte ur tävlingen.
     Deltagaren var inte med i detta avsnittet.

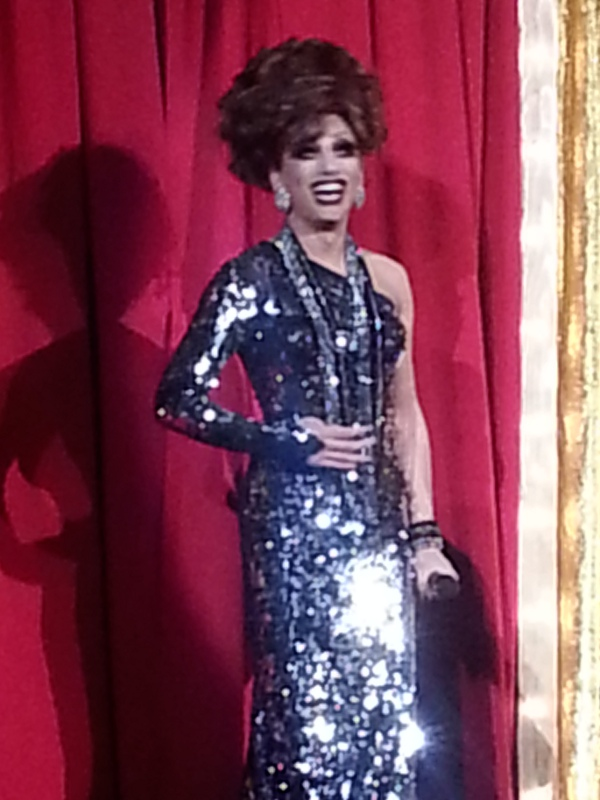
Bianca Del Rio, säsongens vinnare.

## Gästdomare
(I alfabetisk ordning under artistnamn eller efternamn)
- Paula Abdul (sångerska, koreograf och tv-personlighet)
- Linda Blair (skådespelerska)
- David Burtka (skådespelare och  kock)
- Eve (rappare och skådespelerska)
- Neil Patrick Harris (skådespelare)
- Lena Headey (skådespelerska)
- Gillian Jacobs (skådespelerska)
- Khloé Kardashian (tv-personlighet)
- Adam Lambert (sångare)
- Bob Mackie (modeskapare)
- Heather McDonald (skådespelerska och komiker)
- Jaime Pressly (skådespelerska)
- Sheryl Lee Ralph (skådespelerska, sångerska och aktivist)
- Leah Remini (skådespelerska)
- Mike Ruiz (fotograf)
- Trina (rappare)

Övriga gästspel under den här säsongen inkluderar
- Chaz Bono (författare och aktivist)
- Ian Drew (Underhållningsdirektör på US Weekly)
- Georgia Holt (skådespelerska och singer-songwriter; Chers mamma & Chaz Bonos mormor)
- Lainie Kazan (skådespelerska och sångerska)
- Lucian Piane (musikproducent och kompositör)
- Bruce Vilanch (författare och skådespelare)
- Our Lady J (musiker och trans-ikon)

## Utslagningsdueller
| Avsnitt | Lägst placerade                                                             | Lägst placerade                                                             | Lägst placerade                                                             | Låt                                                 | Utslagen          |
| ------- | --------------------------------------------------------------------------- | --------------------------------------------------------------------------- | --------------------------------------------------------------------------- | --------------------------------------------------- | ----------------- |
| 1       | Kelly Mantle                                                                | möter                                                                       | Vivacious                                                                   | "Express Yourself" (Madonna)                        | Kelly Mantle      |
| 2       | Darienne Lake                                                               | möter                                                                       | Magnolia Crawford                                                           | "Turn The Beat Around" (Vicki Sue Robinson)         | Magnolia Crawford |
| 3       | April Carrión                                                               | möter                                                                       | Vivacious                                                                   | "Shake It Up" (Selena Gomez)                        | Vivacious         |
| 4       | April Carrión                                                               | möter                                                                       | Trinity K. Bonet                                                            | "I'm Every Woman" (Chaka Khan)                      | April Carrión     |
| 5       | Gia Gunn                                                                    | möter                                                                       | Laganja Estranja                                                            | "Head to Toe" (Lisa Lisa & Cult Jam)                | Gia Gunn          |
| 6       | Milk                                                                        | möter                                                                       | Trinity K. Bonet                                                            | "Whatta Man" (Salt-n-Pepa med En Vogue)             | Milk              |
| 7       | BenDeLaCreme                                                                | möter                                                                       | Darienne Lake                                                               | "Point of No Return" (Exposé)                       | Ingen             |
| 8       | Joslyn Fox                                                                  | möter                                                                       | Laganja Estranja                                                            | "Stupid Girls" (Pink)                               | Laganja Estranja  |
| 9       | Adore Delano                                                                | möter                                                                       | Trinity K. Bonet                                                            | "Vibeology" (Paula Abdul)                           | Trinity K. Bonet  |
| 10      | Adore Delano                                                                | möter                                                                       | Joslyn Fox                                                                  | "Think" (Aretha Franklin)                           | Joslyn Fox        |
| 11      | BenDeLaCreme                                                                | möter                                                                       | Darienne Lake                                                               | "Stronger (What Doesn't Kill You)" (Kelly Clarkson) | BenDeLaCreme      |
| 12      | Alla kvarvarande: Adore Delano, Bianca Del Rio, Courtney Act, Darienne Lake | Alla kvarvarande: Adore Delano, Bianca Del Rio, Courtney Act, Darienne Lake | Alla kvarvarande: Adore Delano, Bianca Del Rio, Courtney Act, Darienne Lake | "Sissy That Walk" (RuPaul)                          | Darienne Lake     |

     Den tävlande fick lämna tävlingen efter sin första utslagningsduell.
     Den tävlande fick lämna tävlingen efter sin andra utslagningsduell.
     Den tävlande fick lämna tävlingen efter sin tredje utslagningsduell.
     Den tävlande fick lämna tävlingen efter att ha mimat i säsongsfinalen, emot alla kvarvarande.

### Fotnoter
- Avsnitt 7 slutade med att ingen lämnade tävlingen.
- Darienne Lake är den andra tävlande i dragrace-historien att skickas hem efter att ha mimat fyra gånger. Hon var bottenplacerad tre gånger, och åkte ur racet när de 4 topplacerade i säsongen mötte varandra i en megaduell, jämte Bianca Del Rio, Adore Delano, and Courtney Act.

## Avsnitt

### Första avsnittet: RuPaul's Big Opening
Sändes den 24 februari 2014
I början av avsnittet blir vi bekantade med sju deltävlande: Adore Delano, April Carrión, BenDeLaCreme, Gia Gunn, Kelly Mantle, Laganja Estranja och Vivacious. Därefter möter vi RuPaul som förklarade för drugorna att säsongpremiären kommer att delas upp i två avsnitt; de första sju kommer tävla mot varandra i den första delen, och de resterande sju tävlar i nästa avsnitt. Veckans mini-utmaning var en plåtning där de tävlande skulle hoppa från en plattform ner i en skumfylld container och posera för en bild när de är i luften. Laganja Estranja vann denna tävling. Den här veckans huvudutmaning var att designa en haute couture-outfit med hjälp av material inspirerade från en TV-serie. Som vinnare av veckans mini-utmaning fick Laganja Estranja bestämma vem som fick vilket tv-serie:
| Tävlingsdeltagare | TV-serie                 |
| ----------------- | ------------------------ |
| Adore Delano      | Here Comes Honey Boo Boo |
| April Carrión     | Duck Dynasty             |
| BenDeLaCreme      | Pantertanter             |
| Gia Gunn          | Familjen Kardashian      |
| Kelly Mantle      | Downton Abbey            |
| Laganja Estranja  | Dancing with the Stars   |
| Vivacious         | Game of Thrones          |

Under feedbacken från veckans catwalk, hyllas BenDeLaCreme för hennes utstyrsel och look. April Carrión rosas också av domarna för sin utstyrsel och RuPaul är lättad att hon bestämde sig för att inte bära byxor som hon tidigare planerat. Kelly Mantle, Vivacious och Adore Delano får alla ris för deras bleka klädval, men det blev Kelly Mantle och Vivacious som fick mima för livet. BenDeLaCreme korades som vinnare av huvudutmaningen. Innan vinnaren avslöjades, kungjorde RuPaul att det inte skulle ges någon immunitet den här säsongen, till skillnad från tidigare säsonger. Efter mimningen fick Vivacious stanna kvar, och Kelly Mantle bads svassa iväg.
- Gästdomare: Adam Lambert & Mike Ruiz
- Mini-utmaning: Jumping off a platform photoshoot
- Vinnare mini-utmaning: Laganja Estranja
- Huvudutmaning: Designing an outfit inspired by a TV show
- Veckans vinnare: BenDeLaCreme
- Huvudutmaningens pris: skräddarsytt smyckes-kit från Fierce Drag Jewels
- Veckans mimare: Kelly Mantle & Vivacious
- Låt till mimningen: "Express Yourself" av Madonna
- Utslagen: Kelly Mantle
- Avskedsmeddelande: "Love u girlz! Rock your Pxxxxxxx! XOXO Kelly Mantle P.S. Eat my Bacon!"

### Andra avsnittet: RuPaul's Big Opening Part 2
Sändes den 3 mars 2014
I början av avsnittet presenteras de sju tävlande: Bianca Del Rio, Courtney Act, Darienne Lake, Joslyn Fox, Magnolia Crawford, Milk, och Trinity K. Bonet. Därefter avslöjar RuPaul för dem att den första halvan av säsongens dragqueens redan anlände förra veckan och att en redan skickats hem. Mini-utmaningen den här veckan var en plåtning som bestod av ett kuddkrig i en budoar mellan var och en av drugorna och depåmännen i tävlingens pit crew. Trinity K. Bonet vann tävlingen. Denna veckans huvudutmaning var att designa en haute couture-klädsel med hjälp av material med inspiration från partyprylar. Som vinnare av mini-utmaningen fick Trinity K. Bonet tilldela varje tjej sitt party-kit:
| Tävlingsdeltagare | Partykit                |
| ----------------- | ----------------------- |
| Bianca Del Rio    | Luau-party              |
| Courtney Act      | Republican Party        |
| Darienne Lake     | St. Patrick's Day-party |
| Joslyn Fox        | Quinceañera             |
| Magnolia Crawford | Hoedown                 |
| Milk              | Toga-party              |
| Trinity K. Bonet  | Prinsessparty           |

Under feedbacken från veckans catwalk, hyllas Bianca Del Rio och Milk för deras look. Milk tog en risk i att komma in i bockskägg men lovordades för sin djärvhet. Trinity K. Bonet rostades för sin klänning efter att ha tagit av ett axelstycke i papp som domarna kallade för pizzakartong, och Courtney Act fick ris för att ha en alltför simpel outfit. Joslyn Fox uppmuntrades till att tänka över sina stilval. När det var dags för Magnolia Crawford att ta emot domarnas kritik tog hon försvarsställning  mot alla domarna och klagade över det arbetsmaterial hon tilldelats för att skapa sin look. Miss Darienne Lake anslöt sig till Magnolia Crawford som veckans två bottenplaceringar. Bianca Del Rio vann huvudutmaningen. Efter mimningen var det Darienne Lake som fick stanna, medan Magnolia Crawford fick svassa iväg.
- Gästdomare: Khloe Kardashian
- Mini-utmaning: Kuddkrig i en budoar med depåmännen
- Vinnare mini-utmaning: Trinity K. Bonet
- Huvudutmaning: Designa en outfit med inspiration av partymaterial
- Vinnare huvudutmaning: Bianca Del Rio
- Huvudutmaningens pris: En shoppingrunda värd 2 500 dollar från Fabric Planet
- Bottenplaceringar: Darienne Lake & Magnolia Crawford
- Låt till mimningen: "Turn the Beat Around" av Vicki Sue Robinson
- Utslagen: Magnolia Crawford
- Avskedsmeddelande: "ZOMG! Love you girlie girls! xoxo - Magnolia"

### Tredje avsnittet: Scream Queens
Sändes den 10 mars 2014
I början av det här avsnittet möter de två första avsnittens grupper av dragdrottningar varandra, innan alla 12 tävlar i veckans mini-utmaning; att gå ihop två och två med en dragqueen som inte var med i deras grupp i föregående avsnitt. Tillsammans ska de mima i par med ett strandtema, med den ena dragqueenen som överkropp och den andra som nederdel. Adore och Milk vinner utmaningen och blir därmed lagledare i veckans huvudutmaning - att spela in två skräckfilmsinspirerade scener; en från 60-talet och en från 80-talet. Både Adore och Milk väljer de drugor som var i deras grupp från början. Team Milk spelar in 60-talsscenen, och Team Adore står för 80-talet. Under huvudutmaningen gör Team Milk över lag bra ifrån sig, med en något skakig insats från Trinity. Därefter följer Team Adore med flera problem, och April framstår mer som "pojke" till skillnad från manhaftig, Adore och Vivacious mumlar sig igenom sina repliker och DeLa tar av misstag över några av de andra dragdrottningarnas repliker under inspelningen.
| Team Milk i "Drag Race Me to Hell" | Team Milk i "Drag Race Me to Hell" | Team Adore i "Drag Race Me to Hell 5" | Team Adore i "Drag Race Me to Hell 5" |
| Tävlingsdeltagare                  | Roll                               | Tävlingsdeltagare                     | Roll                                  |
| ---------------------------------- | ---------------------------------- | ------------------------------------- | ------------------------------------- |
| Bianca Del Rio                     | Mrs. Bates                         | April Carrión                         | Manhaftig mäklarinna                  |
| Courtney Act                       | Mrs. Hitchcock                     | Laganja Estranja                      | Yogainstruktör                        |
| Joslyn Fox                         | Betty                              | Gia Gunn                              | Becky                                 |
| Trinity K. Bonet                   | Slampiga Sally                     | Adore Delano                          | Heather                               |
| Milk                               | Galna Mamma                        | BenDeLaCreme                          | Galna Mamma                           |
| Darienne Lake                      | Läskigt huvud i en låda            | Vivacious                             | Läskigt huvud i en låda               |

På podiet bes våra dragueens att "slakta catwalken" i sin bästa drag. Team Milk vann utmaningen, med Darienne korad som vinnaren av det hela för hennes helfestliga prestation. Under domarnas kritik lovordas DeLa och Laganja som de finaste delarna av Team Adore, medan April, Vivacious och Adore kritiseras för sina framträdanden. Santino noterar att DeLa mycket väl kunde ha vunnit hela tävlingen om hon hade varit med i det vinnande laget. I slutet, dåligt ledarskap till trots, räddar Adores stjärnglans, potential och lustiga 80-talsframträdande henne (även om hon inte kunde alla sina repliker) från en bottenplacering vilket lämnar April och Vivacious till att mima för livet. Efter ett livligt uppträdande från de båda, ber Ru April att stanna kvar och Vivacious att svassa iväg.
- Gästdomare: Lena Headey & Linda Blair
- Mini-utmaning: Skapa och framföra en mimning med strandtema i par
- Vinnare mini-utmaning: Adore Delano och Milk
- Huvudutmaning: Agera i skräckfilms-trailer för "Drag Race Me to Hell"
- Vinnare huvudutmaning: Darienne Lake
- Huvudutmaningens pris: 5-nätters övernattning på Island House Key West Resort
- Bottenplacering: April Carrión & Vivacious
- Låt till mimningen: "Shake It Up" av Selena Gomez
- Utslagen: Vivacious
- Avskedsmeddelande: "Girls you will be missed. Take the world by storm, educate the masses. Get it, rearrange it, internalize it. Turn it. - Vivacious"

### Fjärde avsnittet: Shade: The Rusical
Sändes 17 mars 2014
Den här veckan möter våra drottningar en utmaning där det gäller att sjunga dansa och spela teater i musikalen Shade - the Rusical. Som mini-utmaning, får de se bilder av olika kroppsdelar och ska gissa om de är från en "biologisk" eller "psykologisk" kvinna (en dragqueen). Adore och DeLa vinner mini-utmaningen och blir således veckans lagkaptener. Under repetitionerna brottas flera av drugorna med olika hinder, inte minst Trinity, som grips av panik över sitt framträdande och blir irriterad på både koreografen och Bianca. Flera av de tävlande har även problem med sången.
| Team BenDeLaCreme Akt 1 | Team BenDeLaCreme Akt 1 | Team Adore Delano Akt 2 | Team Adore Delano Akt 2 |
| Tävlingsdeltagare       | Roll                    | Tävlingsdeltagare       | Roll                    |
| ----------------------- | ----------------------- | ----------------------- | ----------------------- |
| BenDeLaCreme            | "Shady Lady"            | Adore Delano            | "Bad Penny"             |
| Bianca Del Rio          | "Pageant Queen"         | April Carrión           | "Bertha"                |
| Courtney Act            | "Good Penny"            | Joslyn Fox              | "Amanda"                |
| Darienne Lake           | "Comedy Queen"          | Laganja Estranja        | "Showgirl"              |
| Gia Gunn                | "Comedy Queen"          | Milk                    | "Les Mizabella"         |
| Trinity K. Bonet        | "Pageant Queen"         |                         |                         |

På podiet framförs sen musikalen Shade - the Rusical, för att senare fyllas till en catwalk i glamourös Tony Award-anda. Den här veckan döms de alla individuellt, även om deras utmaning framfördes som två lag. Adore hyllas för sitt uppträdande men kritiseras för sin klänning av Santino och Michelle lämnar en kommentar om hennes kroppsform. Courtney Act hyllas också för sitt genomförande och stjärnglans, tillsammans med DeLa. Längre ner under domarnas kritik är Trinity, som domarna menar att hon inte uttalar texten ordentligt. Darienne anklagas för att hamna i bakgrunden och April för höra att hon inte hängav sig till rollen som "storvuxen tjej", vilket var tänkt som en tjej i showbiz och inte bara någon som vadderat sin kostym. Courtney Act vinner huvudutmaningen medan Trinity och April duellerar i mimning. Ru ger dem båda beröm för sin starka insats innan hon låter Trinity fortsätta i tävlingen och ber April att svassa iväg.
- Gästdomare: Lucian Piane & Sheryl Lee Ralph
- Mini-utmaning: Kvinna eller Shemale?
- Vinnare mini-utmaning: Adore Delano och BenDeLaCreme
- Huvudutmaning: Framträda i uruppsättningen av Shade: The Rusical!
- Vinnare huvudutmaning: Courtney Act
- Huvudutmaningens pris: 2 VIP-paket till Broadwaymusikalen Kinky Boots
- Bottenplacering: April Carrión & Trinity K. Bonet
- Låt till mimningen: "I'm Every Woman" av Chaka Khan
- Utslagen: April Carrión
- Avskedsmeddelande: "Love you girls, Echa' pa' lante, See you soon ♡ April"

### Femte avsnittet: Snatch Game
Sändes 24 mars 2014
Våra drottningar tävlar i en stjärnspäckad TV-lekshow som visar upp deras kändisimitationer. Med komikern Heather McDonald och skådespelerskan Gillian Jacobs som gästdomare.
| Dragqueen        | Imiterad kändis   |
| ---------------- | ----------------- |
| Adore Delano     | Anna Nicole Smith |
| BenDeLaCreme     | Maggie Smith      |
| Bianca Del Rio   | Judge Judy        |
| Courtney Act     | Fran Drescher     |
| Darienne Lake    | Paula Deen        |
| Gia Gunn         | Kim Kardashian    |
| Joslyn Fox       | Teresa Giudice    |
| Laganja Estranja | Rachel Zoe        |
| Milk             | Julia Child       |
| Trinity K. Bonet | Nicki Minaj       |

Denna vecka kom tittarnas favoritutmaning, "Snatch Game", och på catwalken klädde sig dragdrottningarna i sina bästa 'RuPaul'-inspirerade utstyrslar. I arbetsrummet, väljer BenDelaCreme att porträttera skådespelerskan Maggie Smith, ett beslut som RuPaul möter med skepticism. Ru är inte heller särskilt imponerad av Gias första val att imitera Selena. Efter att ha insett att hennes val kan innebära en bottenplacering bytte Gia i sista stund person och deltog i tävlingen som Kim Kardashian istället. På podiet fick Courtney, Darienne, Joslyn och Trinity höra att de satt säkert den här veckan. Inom topp tre fick Adore beröm för att ha varit mitt i prick och väldigt underhållande och även för att ha tänkt över sin kroppsform i klänningen hon bar på catwalken. Bianca fick beröm för sin imitation. Dock fick bägge ris för sina kreationer, som inte höll måttet för kvällens tema: "RuPaul". DeLas personimitation som Maggie Smith i kombination med en utmärkt RuPaul-look landade henne en seger i denna veckans huvudutmaning. Gia, Laganja och Milk fick alla höra dålig kritik för sina imitationer. Gia fick höra att hon misslyckades med att vara rolig. Milk kritiserades för att ha fallit platt i Snatch Game, och hennes val att porträttera "RuPaul som man" på catwalken fick väldigt blandade reaktioner från domarna. Milk var dock till slut säker för den här gången, vilket lämnade Laganja och Gia i en mim-duell. Under mimningen - även om de båda gjorde bra ifrån sig, räddade Laganjas unika stil henne från att åka ut, och Gia svassade iväg från tävlingen.
- Gästdomare: Gillian Jacobs & Heather McDonald
- Huvudutmaning: Snatch Game
- Vinnare huvudutmaning:  BenDeLaCreme
- Huvudutmaningens pris: 2 Couture-klänningar från Syren Latex
- Bottenplacering: Gia Gunn & Laganja Estranja
- 'Låt till mimduellen: "Head to Toe" av Lisa Lisa & Cult Jam
- Utslagen: Gia Gunn
- Avskedsmeddelande: "Bring out the big Gunns dudes. xoxo Gia Gunn"

### Sjätte avsnittet: Oh No She Betta Don't!
Sändes 31 mars 2014
| Lag                              | Tävlingsdeltagare |
| -------------------------------- | ----------------- |
| The Panty Hos Team Darienne Lake | Darienne Lake     |
| The Panty Hos Team Darienne Lake | Laganja Estranja  |
| The Panty Hos Team Darienne Lake | Bianca Del Rio    |
| The Panty Hos Team Darienne Lake | Adore Delano      |
| The Panty Hos Team Darienne Lake | Courtney Act      |
| Ru-Tang Clan (ingen lagledare)   | BenDeLaCreme      |
| Ru-Tang Clan (ingen lagledare)   | Milk              |
| Ru-Tang Clan (ingen lagledare)   | Joslyn Fox        |
| Ru-Tang Clan (ingen lagledare)   | Trinity K. Bonet  |

Denna veckan mötte våra dragqueens en utmaning att ge utlopp för sina inre 90-tasrappande gudinnor i ett jam med låten "Oh No She Betta Don't", som skrivits för tävlingen. Miniutmaningen var för drugorna att "läsa" (sofistikerat förolämpa) sina medtävlande. Ru utnämner Darienne som vinnare i tävlingen och hon väljer Laganja, Adore, Bianca och Courtney till sitt lag, ett val som förbryllar och stör DeLa, som undrar varför inte Darienne valt henne. Drugorna får sedan klä sigi sin bäst lämpade utstyrsel för att kanalisera tvättäkta 90-talsrappande och skriva varsin egen vers att framföra i musikvideon till "Oh No She Betta Don't". Inspelningen övervakas av Trina och Eve. Flera av våra drottningar kämpar under inspelningen och stakar sig i sina rappverser. I slutändan lyckas de flesta ändå att leverera någorlunda framför kameran, men Trinity och Darienne hade uppenbart svårast för utmaningen. Till denna veckan går dragdrottningarna catwalken i sina  "CrazySexyCool"-utstyrslar som ska framhäva den kroppsdel de bäst tycker om hos sig själva . Courtney, Laganja och DeLa sitter alla säkert, men Ru ger ett varningsord till Courtney att hon må ha en fantastisk kropp, men att det inte räcker att luta sig tillbaka på när det gäller att gå catwalken. Under domarnas kritik får Joslyn beröm för att ha höjt ribban för sig själv och imponerat med sin rap, men att hennes look för kvällen var lite för rörig. Adores berömdes också för sin rap, men Michelle kommenterar att längden på hennes klänning återigen inte passar henne. Bianca hyllas för sin look och för hennes prestation med rappen. Bland de mer risade av tjejerna ser vi Trinity, som kritiseras för att ha låtit prestationen övermanna henne, och Darienne, vars look kritiseras för att vara för enkel. Milk får beröm för sin unika stil och sitt mod genom tävlingen, men både hennes look på catwalken och looken under utmaningen utpekas som ofärdiga och rent av felaktiga. Adore vinner utmaningen och Trinty får mima för sitt liv mot Milk. Även om Milk visar upp unika egenskaper under duellen, väljer Ru att för andra veckan i rad låta Trinity stanna och ber Milk att svassa iväg.
- Gästdomare: Eve & Trina
- Miniutmaning: Läsning av de andra drugorna
- Vinnare miniutmaning: Darienne Lake
- Huvudutmaning: Rap-battle i lag till "Oh No She Betta Don't"
- Vinnare huvudutmaning: Adore Delano
- Huvudutmaningens pris: En selektion av skräddarsydda smycken
- Bottenplacering: Milk & Trinity K. Bonet
- Låt till mimningen: "What a Man" av Salt-n-Pepa med En Vogue
- Utslagen: Milk
- Avskedsmeddelande: "It's Milkin' time! ♡ you girls! Big + scary forever (drawing of cow udders)"

## Musik
RuPaul bekräftade på Twitter att ett nytt album skulle släppas, i vilket var och en av de tävlande i säsong 6 sjöng in en låt. Albumet, kallat RuPaul Presents: The CoverGurlz, släpptes den 28 januari 2014. Detta är första gången i dragracets historia som ett album produceras tillsammans med alla tävlingsdeltagare från säsongen. Varje medtävlande finns också med i ett kort videoklipp tillsammans med sin respektive låt. I och med att det sjätte avsnittet visades släppte RuPaul & DJ ShyBoy singeln Oh No She Better Don't, med de drugor som hållit sig kvar i tävlingen till detta avsnittet. Låten släpptes på iTunes den 31 mars 2014.
| 1.  | Let's Turn the Night (featuring The Pit Crew)     | 3:40 |
| 2.  | Ladyboy (featuring Gia Gunn)                      | 2:33 |
| 3.  | Tranny Chaser (featuring Joslyn Fox)              | 3:56 |
| 4.  | I Bring the Beat (featuring Vivacious)            | 3:22 |
| 5.  | Superstar (featuring Adore Delano)                | 3:29 |
| 6.  | Click Clack (featuring Bianca Del Rio)            | 3:09 |
| 7.  | Destiny Is Mine (featuring Milk)                  | 2:58 |
| 8.  | Devil Made Me Do It (featuring BenDeLaCreme)      | 2:59 |
| 9.  | Lick It Lollipop (featuring Darienne Lake)        | 3:13 |
| 10. | Glamazon (featuring Magnolia Crawford)            | 4:02 |
| 11. | Main Event (featuring Kelly Mantle)               | 2:52 |
| 12. | Champion (featuring Courtney Act)                 | 3:27 |
| 13. | Jealous of My Boogie (featuring Laganja Estranja) | 3:06 |
| 14. | Cover Girl (featuring Trinity K. Bonet)           | 3:01 |
| 15. | Sexy Drag Queen (featuring April Carrión)         | 3:40 |

## Fotnoter
1. ↑  Courtney kommer ursprungligen från Brisbane, Australien, men bor och arbetar i West Hollywood.
2. ↑  Miss Darienne Lake går i programmet under namnet Darienne Lake.
3. ↑  BenDeLaCreme kallas ibland för DeLa under programmet.
4. ↑  Trinity Kardashian Bonet går under namnet  Trinity K. Bonet i tv-programmet.
5. ↑  En förhandstitt av det första avsnittet dök upp den 17 februari, som visade det mesta förutom mimningen.